# 飾妝輪唇脂鯉
飾妝輪唇脂鯉，為輻鰭魚綱脂鯉目脂鯉亞目脂鯉科的其中一個種，分布於南美洲秘魯淡水流域，體長可達1.7公分，棲息在底中層水域，生活習性不明。